# Conducció balística

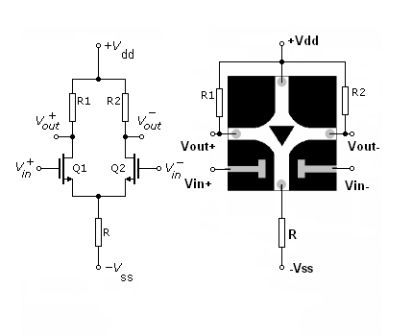
Esquemes d'un amplificador diferencial basat en dos transistors d'efecte de camp (esquerra) i un amplificador diferencial basat en un parell balístic integrat (dreta).

Un transistor d'efecte de camp de nanoricinta de grafè (GNR-FET). Aquí els contactes A i B es troben a dos nivells de Fermi diferents EF_A i EF_B.

En física mesoscòpica, la conducció balística (transport balístic) és el flux (o transport) sense obstacles de portadors de càrrega (generalment electrons), o partícules que transporten energia, a distàncies relativament llargues en un material. En general, la resistivitat d'un material existeix perquè un electró, mentre es mou dins d'un medi, és dispersat per impureses, defectes, fluctuacions tèrmiques dels ions en un sòlid cristal·lí o, en general, per qualsevol àtom/molècula que es mou lliurement que componen un gas. o líquid. Sense dispersió, els electrons simplement obeeixen la segona llei del moviment de Newton a velocitats no relativistes.
El camí lliure mitjà d'una partícula es pot descriure com la longitud mitjana que la partícula pot viatjar lliurement, és a dir, abans d'una col·lisió, que podria canviar el seu impuls. El camí lliure mitjà es pot augmentar reduint el nombre d'impureses en un cristall o baixant la seva temperatura. El transport balístic s'observa quan el camí lliure mitjà de la partícula és (molt) més llarg que la dimensió del medi a través del qual viatja la partícula. La partícula altera el seu moviment només quan xoca amb les parets. En el cas d'un cable suspès a l'aire/buit, la superfície del cable fa el paper de la caixa reflectint els electrons i evitant que surtin cap a l'espai buit/aire lliure. Això es deu al fet que hi ha una energia que cal pagar per extreure l'electró del medi (funció de treball).
El 1957, Rolf Landauer va proposar que la conducció en un sistema 1D es podia veure com un problema de transmissió. Per al transistor d'efecte de camp nanoribbon de grafè 1D (GNR-FET) a la dreta (on se suposa que el canal és balístic), el corrent d'A a B, donat per l'equació de transport de Boltzmann, és
{\displaystyle I_{\rm {AB}}={\frac {g_{\text{s}}e}{h}}\int _{E_{\rm {F_{B}}}}^{E_{\rm {F_{A}}}}M(E)f^{\prime }(E)T(E)dE}
n g s = 2, a causa de la degeneració de l'espin, e és la càrrega de l'electró, h és la constant de Planck, {\displaystyle E_{\rm {F_{A}}}} i {\displaystyle E_{\rm {F_{B}}}} són els nivells de Fermi de A i B, M (E) és el nombre de modes de propagació al canal, f ′(E) és la desviació de la distribució d'electrons d'equilibri (perturbació) i T(E) és la probabilitat de transmissió (T = 1 per balística).